# Guerre antiochique
Batailles
Bataille des Thermopyles
Bataille de l’Eurymédon (190 av. J.-C.)
Bataille de Magnésie
La guerre antiochique ou guerre séleucide est un conflit qui s'est déroulé de 192 à 188 av. J.-C. entre la République romaine et le royaume séleucide d'Antiochos III, et leurs alliés respectifs. Les combats tournent à l'avantage des Romains, victorieux à la bataille de Magnésie. Ils brisent les ambitions séleucides en Asie Mineure avec la paix d'Apamée et limitent l'autonomie des États grecs qui leur sont opposés, dont la Ligue étolienne.

## Origines du conflit

### Ambitions d'AntiochosIII
Antiochos III a pour ambition de reconquérir l'espace originel de l'empire séleucide. Après avoir mené une anabase en Haute-Asie de 212 à 205 av. J.-C., il fait la conquête la Cœlé-Syrie une fois victorieux des Lagides à la bataille de Panion en 198. Il profite de la deuxième guerre de Macédoine entre Rome et Philippe V pour intervenir en Asie Mineure et en Thrace.
Face au royaume de Pergame dès 212, son armée occupe les territoires pris par Attale Ier aux dépens d'Achaïos II, sans qu'Eumène II ne puisse intervenir. Il s'entend par ailleurs avec Prusias de Bithynie à qui il offre une portion de la Phrygie. Au printemps 197, il parvient jusqu'à l'Hellespont puis occupe les Détroits, soumettant les cités grecques autonomes ou anciennement sous autorité antigonide comme Abydos. Il fait d'Éphèse sa base navale principale en mer Égée. En Ionie, ses succès sont plus limités : Milet et Magnésie du Méandre restent indépendantes.

### Intervention diplomatique romaine
Cette situation inquiète les autres puissances anatoliennes, dont Pergame et Rhodes. Cette dernière envoie une ambassade à Antiochos III afin de préserver ses intérêts en Carie. Lampsaque et Smyrne refusent de se soumettre et font appel à Rome, sans que celle-ci n'intervienne dans l'immédiat, l'ambassade lampsacénienne n'obtenant du Sénat qu'un soutien de forme.
Passé en Thrace au printemps 196 av. J.-C. à la tête de forces considérables, Antiochos envoie une ambassade aux Romains pendant les jeux isthmiques afin de combattre les demandes de Lampsaque et de Smyrne. Au nom de la « liberté des Grecs », les Romains interdisent à Antiochos de s'en prendre aux cités grecques d'Asie Mineure ou d'envoyer une armée en Europe ; les Séleucides ne sont pas menacés de guerre tant que cette injonction est respectée. Peu après, une conférence se tient à Lysimacheia durant laquelle les Romains proposent en vain une médiation entre Antiochos et Ptolémée V afin que celui-ci retrouve les places fortes perdues, tandis qu'Antiochos annonce aux Romains que les affaires d'Asie ne les concernent pas.
En 195, Antiochos accueille à sa cour Hannibal, ennemi notoire des Romains, ce qui renforce leur méfiance. En 195, les dernières légions romaines évacuent la Grèce après avoir aidé la Ligue achéenne à vaincre Sparte dans la guerre contre Nabis. Antiochos envoie en 195 av. J.-C. une ambassade à Rome afin de solliciter l'amitié du Peuple romain. En réponse, Flamininus propose à Antiochos qu'il conserve la Thrace en échange du maintien de la protection romaine sur les cités grecques d'Asie Mineure. Des légats du Sénat se rendent ensuite à Pergame auprès d'Eumène II qui pousse à la guerre. Puis, ils se rendent à Éphèse pour s'entretenir avec Hannibal et enfin à Apamée pour rencontrer Antiochos. Mais celui-ci quitte les négociations, prenant prétexte de la mort du prince héritier, Antiochos le Jeune. Son représentant, Minio, se montre intransigeant et refuse les propositions romaines. Ni Antiochos, ni le Sénat ne cherchent la guerre mais les affaires de Grèce vont offrir un casus belli.

### Déclenchement de la guerre
La Ligue étolienne, alliée aux Romains au cours de la précédente guerre, n'est pas satisfaite des termes du traité proposé par Flamininus. Les Étoliens cherchent donc à mettre sur pied une coalition anti-romaine et se rapprochent du roi de Sparte, Nabis, qui a pu se maintenir au pouvoir malgré sa défaite. Appelé par les Étoliens qui lui promettent le ralliement d'une grande partie des Grecs, Antiochos III débarque en octobre 192 av. J.-C. à Démétrias en Thessalie. L'armée qu'il conduit (10 000 hommes et seulement six éléphants) est beaucoup moins importante qu'espérée par les Étoliens, tandis que les ralliements des cités grecques restent rares. Athènes conserve sa neutralité tandis que la Ligue achéenne, fidèle à l'alliance romaine, déclare la guerre à Antiochos et aux Étoliens. Le massacre d'une troupe de 500 soldats romains dans un sanctuaire grec détruit les derniers espoirs d'éviter la guerre.

## Opérations militaires

### Opérations en Grèce

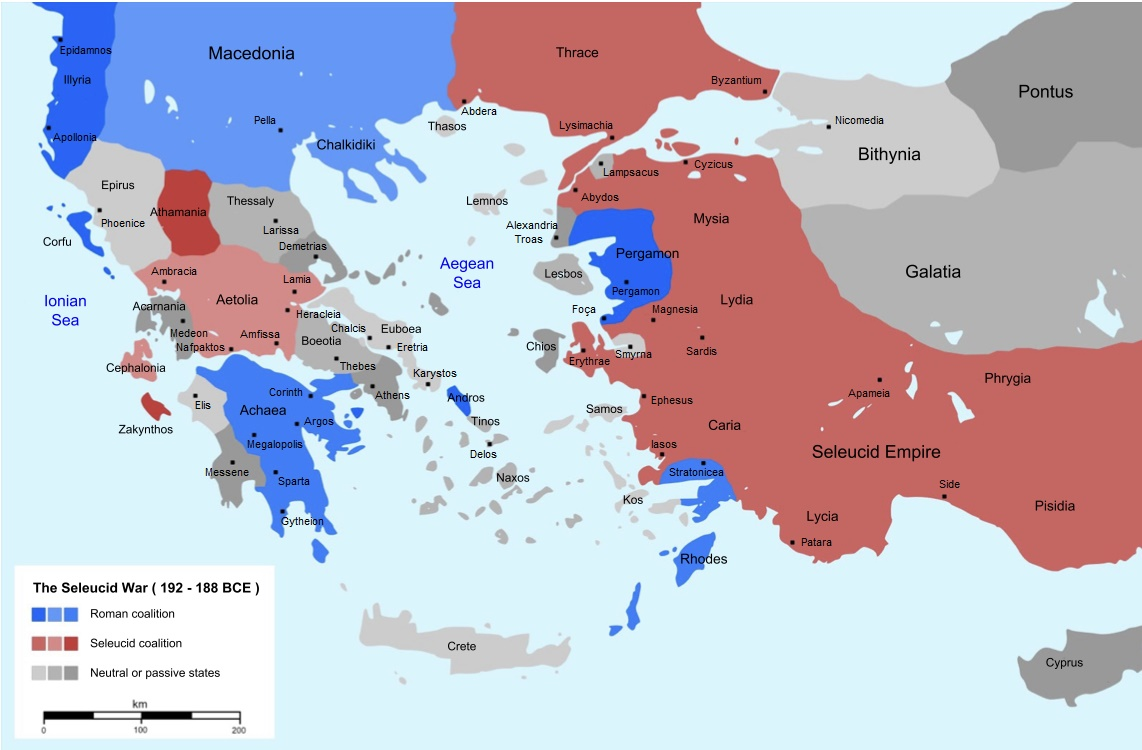
Les belligérants de la guerre antiochique.
Romains et alliés
Séleucides et alliés
États neutres

Au début du conflit, les Romains ne déploient pas de forces importantes en Grèce. Antiochos III et les Étoliens remportent plusieurs succès dont la prise de Chalcis et de Démétrias. Les premiers renforts romains arrivent d'Illyrie fin 192 av. J.-C., sous le commandement de Marcus Baebius. Il est suivi début 191 par Acilius Glabrio qui débarque en Thessalie avec 20 000 fantassins et 3 000 cavaliers et reçoit le soutien de Philippe V, allié obligé des Romains depuis sa défaite. Les Romains et leurs alliés remportent une série de succès, dégageant la Thessalie, envahissant l'Athamanie et atteignant le golfe Lamiaque. Antiochos, insuffisamment soutenu par les Étoliens, comprend qu'il ne peut vaincre ses adversaires en rase campagne. Il tente alors de leur barrer le chemin vers la Grèce centrale en se retranchant aux Thermopyles ; mais la bataille est perdue et il doit fuir avec 500 hommes vers l'Eubée, d'où il repart pour l'Asie en avril 191. Cet échec d'Antiochos peut s'expliquer par le fait qu'il n’ait pas monté une armée suffisante, trompé par l'absence de réaction des Romains après ses entreprises en Anatolie, et par la faible mobilisation des Étoliens.
Les Romains se tournent ensuite contre les Étoliens. Après la chute d'Héraclée de Trachis, l'Assemblée fédérale étolienne refusent les conditions de reddition. Acilius Glabrio assiège alors Naupacte. Dans le Péloponnèse, les Achéens, alliés aux Romains, se tournent contre les deux seules cités leur échappant encore, Élis et Messène. La première accepte de négocier mais la seconde subit un siège par les Achéens. Des frictions entre Romains et Achéens se produisent à cette occasion : les Achéens, menés par Philopœmen, entendent agir seuls, en tant qu'alliés à égalité avec Rome, tandis que le représentant romain, Flamininus, cherche à imposer son patronage sur les affaires grecques. Il fait ainsi lever le siège de Messène, après avoir reproché au stratège achéen de l'avoir entrepris sans son autorisation, mais fait néanmoins adhérer la cité à la Ligue ; Élis y adhère elle aussi peu après, plus ou moins spontanément. Les Romains occupent aussi l'île de Zakynthos, que le gouverneur vient de vendre aux Achéens après l'élimination de son précédent propriétaire, Amynandros d'Athamanie.
De son côté Philippe V profite de la situation pour récupérer de nombreux territoires aux dépens des Étoliens, dont Démétrias, ce qui finit par indisposer les Romains. Le siège de Naupacte s'avérant infructueux, Flamininus pousse le consul à y renoncer pour se tourner vers Antiochos et mettre fin aux opérations de Philippe. Des négociations s'ouvrent et les hostilités cessent donc provisoirement en Grèce au début de l'automne 191.
En 190 av. J.-C., la poursuite des opérations est confiée aux frères Scipion l'Asiatique, élu consul, et Scipion l'Africain, véritable chef de l'expédition, qui parviennent en Grèce avec de nouveau renforts au printemps. La guerre venant de reprendre avec les Étoliens qui ont refusé les conditions du Sénat,  les Scipion poussent à la conclusion d'un nouvel armistice, désireux de se tourner le plus rapidement possible contre Antiochos. S'étant assurée du soutien de Philippe, l'armée romaine traverse ensuite la Thessalie et la Macédoine en direction des Détroits.

### Opérations navales et tentatives de négociation

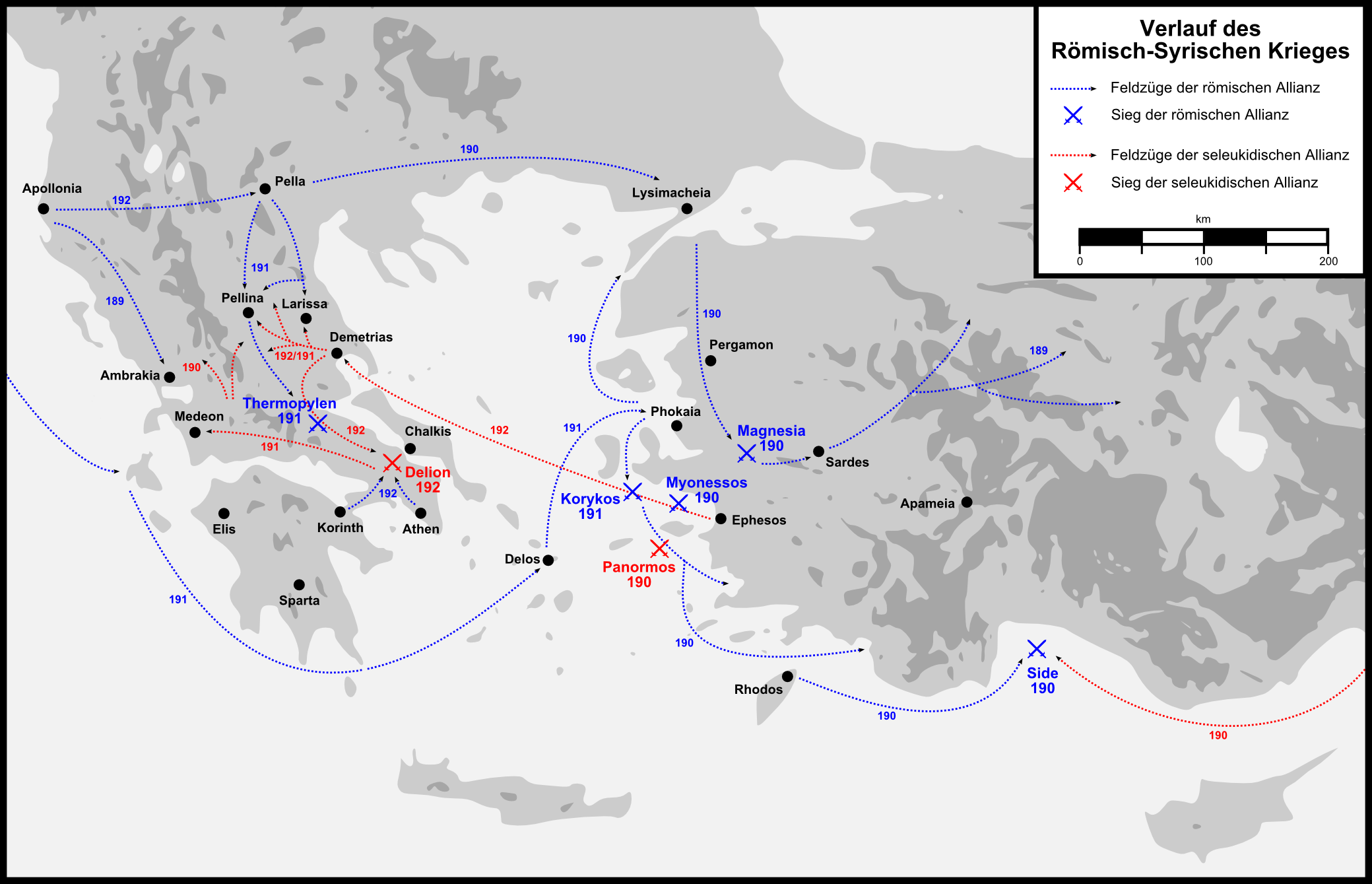
Opérations de la guerre antiochique.
Opérations et victoires des Romains et alliés
Opérations et victoires des Séleucides et alliés

Après la défaite d'Antiochos III en Grèce, la domination en mer Égée devient un enjeu important du conflit car elle conditionne le passage des armées romaines en Asie, qu'elle choisissent de passer par les Détroits ou de traverser directement la mer. Les flottes romaine, pergaménienne et rhodienne opèrent ainsi à partir de l'été 191 av. J.-C. au large des côtes anatoliennes. Un premier succès au début de l'automne au large du cap Korykos, près d'Érythrées permet aux alliés d'occuper les rives de l'Hellespont, mais la flotte doit ensuite revenir vers le sud après la destruction de la flotte rhodienne à Samos à cause d'une trahison. Des combats indécis opposent ensuite les belligérants le long des côtes anatoliennes pendant plusieurs mois.
Dans le même temps, le fils d'Antiochos III, Séleucos IV, bientôt rejoint par son père, s'attaque au royaume de Pergame mais échoue à prendre sa capitale. C'est à ce moment qu'Antiochos apprend que les Romains traversent la Macédoine en vue de débarquer en Asie et qu'il entreprend en vain des négociations de paix. Il propose aux Romains d'abandonner ses prétentions sur la Thrace et sur les cités grecques d'Anatolie ; les Romains répondent à cet offre en lui demandant d'évacuer toute l'Anatolie à l'ouest du Taurus. Jugeant ces exigences impossibles à remplir, Antiochos se résout à combattre les Romains, d'autant qu'il a pu monter une armée deux fois plus nombreuse que celle des Romains. 
Deux batailles navales offrent la maîtrise des Détroits aux Romains et à leurs alliés en 190 : la première est remportée par les Rhodiens en août face à une flotte amenée de Phénicie par Hannibal ; la seconde est remportée par les coalisés à Myonnèsos. Antiochos décide d'évacuer la Thrace et abandonne la puissance base de Lysimacheia aux Romains. L'armée romaine peut alors débarquer en Asie à l'hiver 190-189 et opérer sa jonction avec l'armée de Pergame. 

### Opérations en Asie Mineure
Battu à la bataille de Myomnèse, Antiochos propose alors à Scipion l'Africain de lui rendre sans rançon son fils, qu'il détient prisonnier, ainsi qu'une gratification financière. Mais l'Africain refuse ces avances. Il est possible que cet épisode soit une invention visant à réhabiliter l'Africain après qu'il a été accusé d'avoir subtilisé de l'argent gagné lors des batailles en Asie. Ayant appris que Scipion est malade, Antiochos lui rend malgré tout son fils sans contrepartie. L'Africain lui conseille de n'entreprendre aucune action militaire, voulant peut-être éviter un vide politique en cas de défaite du Séleucide.
Au moment de leur débarquement en Asie Mineure au cours de l'hiver 190-189, les Romains disposent de 30 000 hommes répartis entre quatre légions. Antiochos III leur oppose une force hétérogène de 72 000 hommes venus de tout l'empire séleucide, avec pour force principale la phalange, un contingent de cavaliers lourds équipés en cataphractaires et 64 éléphants de guerre. Début 189, Antiochos parvient à attirer les Romains à Magnésie du Sipyle dans un terrain favorable à un encerclement. Mais bien conseillés par Eumène II, les Romains, sous le commandement de  Scipion l'Asiatique (son frère Scipion l'Africain est toujours malade), parviennent à contrer la charge des cavaliers et des chars séleucides alors qu'Antiochos s'est lancé dans une vaine poursuite jusqu'au camp adverse. Tite-Live estime à 50 000 les pertes séleucides mais ce chiffre est certainement très exagéré. 
Antiochos fait le choix de traiter immédiatement avec les Romains plutôt que se retirer à l'intérieur de son empire et de poursuivre le combat. Il laisse tout de même s'enfuir Hannibal, dont il n'a pas su profiter des conseils pour battre les Romains.

## Règlement et bilan du conflit

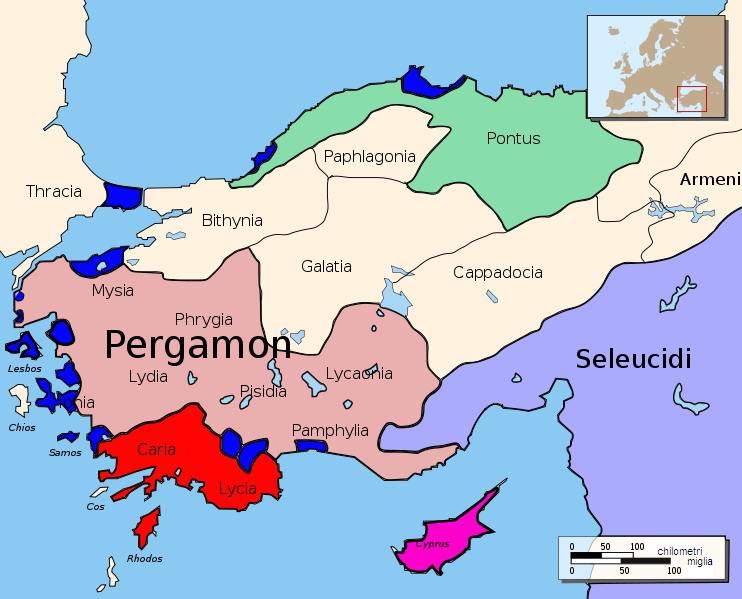
L'Asie Mineure après le traité d'Apamée en 188 av. J.-C.

Afin de négocier un traité de paix, Zeuxis, second d'Antiochos III, rencontre Scipion l'Africain et Scipion l'Asiatique à Sardes qui exigent des Séleucides quasiment les mêmes conditions qu'avant la campagne en Asie. Puis des négociations se tiennent à Rome auprès du Sénat avec les représentants d'Antiochos et des alliés des Romains, dont Eumène II en personne. Dans le même temps, au milieu de l'année 189 av. J.-C., les Romains imposent une paix aux Étoliens qui sont entrés en conflit avec les Macédoniens. Ils leur prennent plusieurs places fortes maritimes, permettant à la flotte romaine de s'implanter solidement en mer Égée. 
Les négociations finales se tiennent à Apamée en Phrygie en 188. Le proconsul Manlius Vulso et la commission des dix légats sénatoriaux décident des clauses du traité, car le Sénat n'a pris qu’une décision générale. Dès la fin de la rédaction du traité, le proconsul envoie Minucius Thermus ainsi que son propre frère L. Manlius auprès d'Antiochos afin qu’il ratifie les articles finaux. Le royaume séleucide et la République romaine ne sont pas les seuls à prendre part au règlement : Ariarathe IV de Cappadoce entre dans l'alliance romaine ; Eumène contrôle les Galates pour éviter leurs visées expansionnistes ; quant à l'Égypte lagide, absente du traité, elle ne récupère pas la Cœlé-Syrie.
Antiochos se voit imposer des conditions de paix très dures : il perd toute l'Asie Mineure à l'ouest de la ligne Halys-Taurus au profit des Attalides et des Rhodiens ; il doit livrer ses éléphants et sa flotte de guerre (sauf dix navires) ; il doit une énorme indemnité de guerre de 12 000 talents, à verser en douze annuités, dont une partie finit probablement dans les caisses de la famille des Scipions ; son fils Antiochos IV est par ailleurs envoyé comme otage à Rome.
La défaite d'Antiochos III annihile les prétentions occidentales des Séleucides qui sont dès lors coupés du monde égéen. L'empire séleucide devient alors un empire strictement asiatique, avec pour centre de gravité la Syrie, d'autant plus après la conquête de la Cœlé-Syrie aux dépens des Lagides. En termes territoriaux le principal bénéficiaire du conflit est Eumène II qui récupère, outre la Chersonnèse de Thrace et la rive européenne de Propontide, de nombreux territoires en Asie : Phrygie hellespontique, Mysie, Lydie, Phrygie, Lycaonie, Pisidie et Pamphylie. Quant aux cités grecques, les Romains confirment leur « liberté », sachant que les Romains n'ont pas encore d'intérêts économiques ou politiques à pratiquer des annexions.
Finalement, la guerre antiochique révèle l'affaiblissement des trois grandes monarchies hellénistiques (Séleucides, Lagides et Antigonides), du fait de causes internes et de l'imprudence de certains dirigeants, dont Antiochos ; faiblesses dont les Romains ont su jouer pour devenir les arbitres du monde hellénistique. Le Sénat semble avoir voulu avec la paix d'Apamée se retirer des affaires d'Orient pour se consacrer à celles d'Occident, autrement urgentes.

## Sources antiques
- Appien, Guerres de Syrie.
- Polybe, Histoires [détail des éditions] [lire en ligne].
- Tite-Live, Histoire romaine [détail des éditions] [lire en ligne].